# Matrika enic
Matrika enic je matrika, ki ima na vseh mestih enice (vrednost 1). Pri matrikah enic je pomembna razsežnost, ker matrike enic z različnimi razsežnostmi niso enake. Zaradi tega se običajno ob oznaki zapiše tudi razsežnost matrike. Matrika enic ni vedno kvadratna.

## Zgledi
{\displaystyle J_{2}={\begin{pmatrix}1&1\\1&1\end{pmatrix}};\quad J_{3}={\begin{pmatrix}1&1&1\\1&1&1\\1&1&1\end{pmatrix}};\quad J_{2,5}={\begin{pmatrix}1&1&1&1&1\\1&1&1&1&1\end{pmatrix}}\!\,.}

## Značilnosti
- sled matrike enic]] in determinanta sta enaki 1, če je razsežnost matrike {\displaystyle 1\times 1\!\,}, v vseh ostalih primerih pa sta enaka 0.
- {\displaystyle J^{k}=n^{k-1}J,{\mbox{ za }}k=1,2,\ldots \!\,}
- rang matrike je enak 1
- latne vrednosti so enake enkrat 1 in n-1-krat pa 0.